# Hornad
Hornad (słow. Hornád, węg. Hernád) – rzeka w środkowej Słowacji i w północno-wschodnich Węgrzech, w dorzeczu Dunaju. Długość – 286 km (193 km na Słowacji, 93 km na Węgrzech), powierzchnia zlewni – 4403 km² (3303 km² na Słowacji, 1100 km² na Węgrzech), średni przepływ – 30,9 m³/s. Maksymalny zanotowany przepływ – 689 m³/s.
Źródła rzeki znajdują się na wysokości ok. 1000 m na północno-zachodnich stokach szczytu Jedlinská (1091 m), na pograniczu Niżnych Tatr i Kozich Grzbietów, ok. 4 km na zach. od wsi Vikartovce. Około 1 km na południowy zachód od źródeł Hornadu płynie Czarny Wag.

## Bieg rzeki
Hornad płynie na wschód przez Kotlinę Hornadzką, tworzy Przełom Hornadu w Słowackim Raju. Następnie przepływa przez Spiską Nową Wieś. We wsi Margecany przyjmuje swój największy prawy dopływ Hnilec, z którym razem tworzy zbiornik wodny Ružín. Koło wsi Kysak zmienia kierunek na południowy. Następnie przepływa przez Koszyce, koło wsi Nižná Hutka przyjmuje lewe dopływy Torysę i Olšavę. Na odcinku około 10 km stanowi granicę słowacko-węgierską, po czym koło wsi Tornyosnémeti wpływa na terytorium Węgier. Na Węgrzech Hornad płynie wyraźnie zaznaczoną doliną między Górami Tokajsko-Slańskimi na wschodzie a pasmem wzgórz Cserehát na zachodzie, zmienia kierunek na południowy i około 20 km na południe od Miszkolca wpada do rzeki Sajó – dopływu Cisy.

## Ważniejsze dopływy
- Belá
- Brusník
- Bystrá
- Gánovský potok
- Hnilec (najważniejszy prawostronny dopływ, wpływa koło miejscowości Margecany)
- Holubnica
- Myslavský potok
- Levočský potok
- Lodina
- Margecianka
- Olšava
- Sartoš (wpływa na terenie Węgier, w miejscowości Hidasnémeti)
- Slovinský potok
- Svinka
- Torysa (najważniejszy lewostronny dopływ, wpływa koło miejscowości Nižná Myšľa)
- Veľká Biela voda
- Vernársky potok